# 胡博·华士
胡博·华士（Hubert Vos）（1855年2月15日—1935年1月8日），荷兰画家，曾为慈禧、李鸿章、袁世凯等人绘制肖像，是第一位给慈禧画肖像画的西方男性画家。“胡博·华士”是其在华期间的自称，后来有清朝官员提醒他应当把姓放在名的前面，他便改而自称“华士·胡博”。

## 生平
1855年2月15日，胡博·华士出生在荷兰马斯特里赫特的一户寻常人家。华士不幸少年丧父。虽然喜爱美术，但是因家境所困，不得不通过打工谋生，先后当过印刷工、出版商。后来通过努力被比利时布鲁塞尔皇家美术学院（Académie Royale des Beaux-Arts）录取，师从让·波塔尔（Jean Portaels）。之后，他又前往巴黎拜师費爾南·科爾蒙。他的作品在巴黎、阿姆斯特丹、布鲁塞尔、德累斯顿和慕尼黑大量展出。1885年到1892年，他在英格兰工作，并于1888年至1891年在皇家艺术学院举办展出。他还成为了英国皇家艺术学会（Royal Society of British Artists）会员。
他的第二任妻子叫做埃莉诺·凯基兰尼·科尼（Eleanor Kaikilani Coney），兼具夏威夷、中国、美国血统，华士也为她创作了一些画像。1898年，他访问了夏威夷，并在那里为当地人创作肖像。同年，华士前往朝鲜，在那里他至少完成了三件画作，每件都是画了相同的两份，一份留在朝鲜，另一份自己保存。他所画的三件作品是一件真人大小的朝鮮高宗的肖像、閔商鎬（민상호）的肖像和汉城的风景画。留在朝鲜的副本，一直悬挂在德壽宮，直至1904年的一场大火烧毁了画作（汉城的风景画得以幸免于难）。1905年，在他的第二次也是最后一次环球旅行中，华士成为了第二位为中国慈禧太后画肖像画的西方画家，也是第一位为慈禧画肖像画的西方男性画家。
不光是肖像画和风景画，华士的室内场景画和中国瓷器静物画也很著名。他最喜欢以皇太后慈禧所赠礼物创作静物画。
1935年1月8日，胡博·华士逝世于纽约家中。

## 作品
胡博·华士的作品在法国巴黎的卢浮宫博物馆、荷兰马斯特里赫特的伯尼芳坦博物馆（Bonnefanten Museum）、芝加哥历史博物馆、哈佛大学福格艺术博物馆、檀香山艺术学院、巴黎的卢森堡宫、大都会艺术博物馆和史密森尼美國藝術博物館中均有收藏。
胡博·华士为慈禧绘制的肖像一幅在颐和园文昌院，为最终稿；另外一幅收藏于哈佛大学福格艺术博物馆，为样稿。胡博·华士绘制的样稿更具有写实性，最终稿则根据慈禧本人的要求，包括把眼睛画大、把嘴唇画得更丰满、去掉了鼻子、眼眶的阴影等。最终版本缺少了写实性，并把慈禧画得非常年轻。据说慈禧见到华士最后画出的肖像时不禁用英语称赞“Good”。
2010年，胡博·华士的孙子休伯特·沃斯和夫人苏珊决定将胡博·华士六件关于中国的作品捐献给中国首都博物馆。首都博物馆收藏的六件作品包括李鸿章、袁世凯、庆亲王奕劻三人的画像。

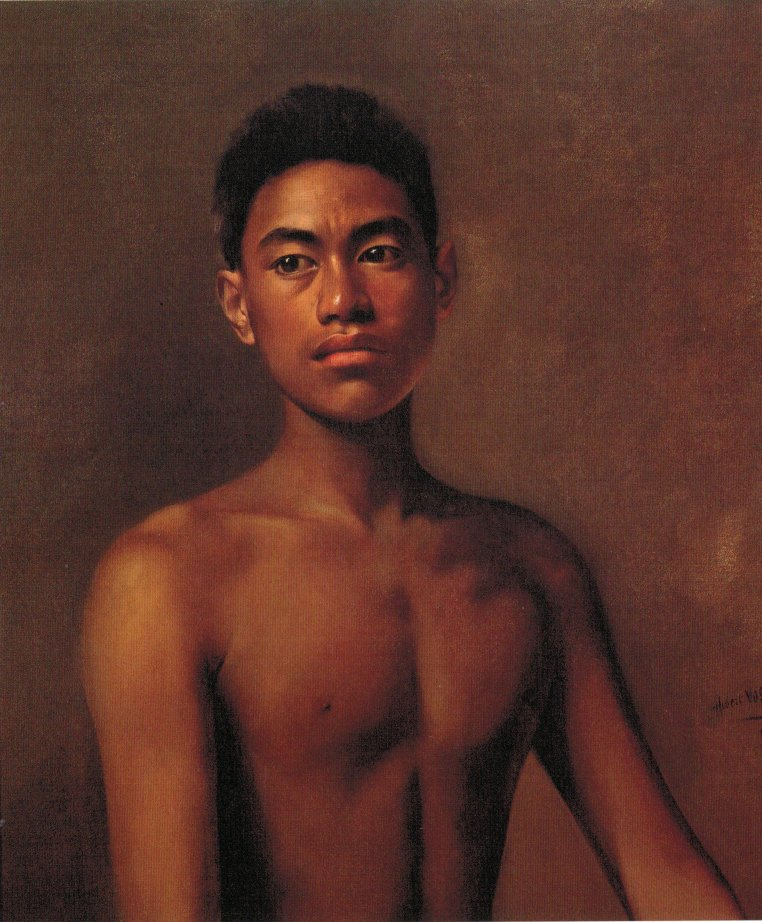
夏威夷小渔夫约科巴（Iokepa, Hawaiian Fisher Boy），1898年
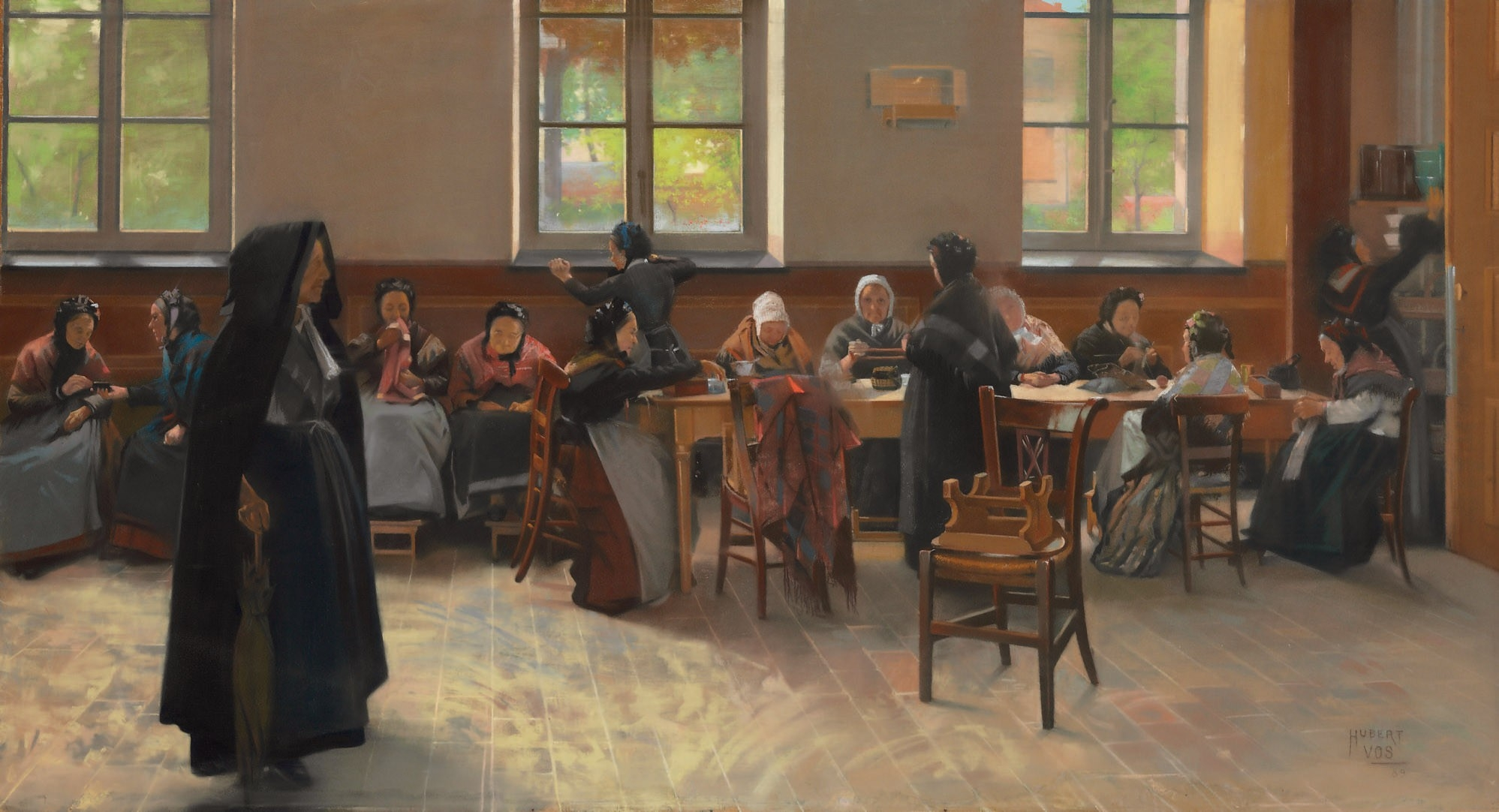
纺织间（The Knitting Room）
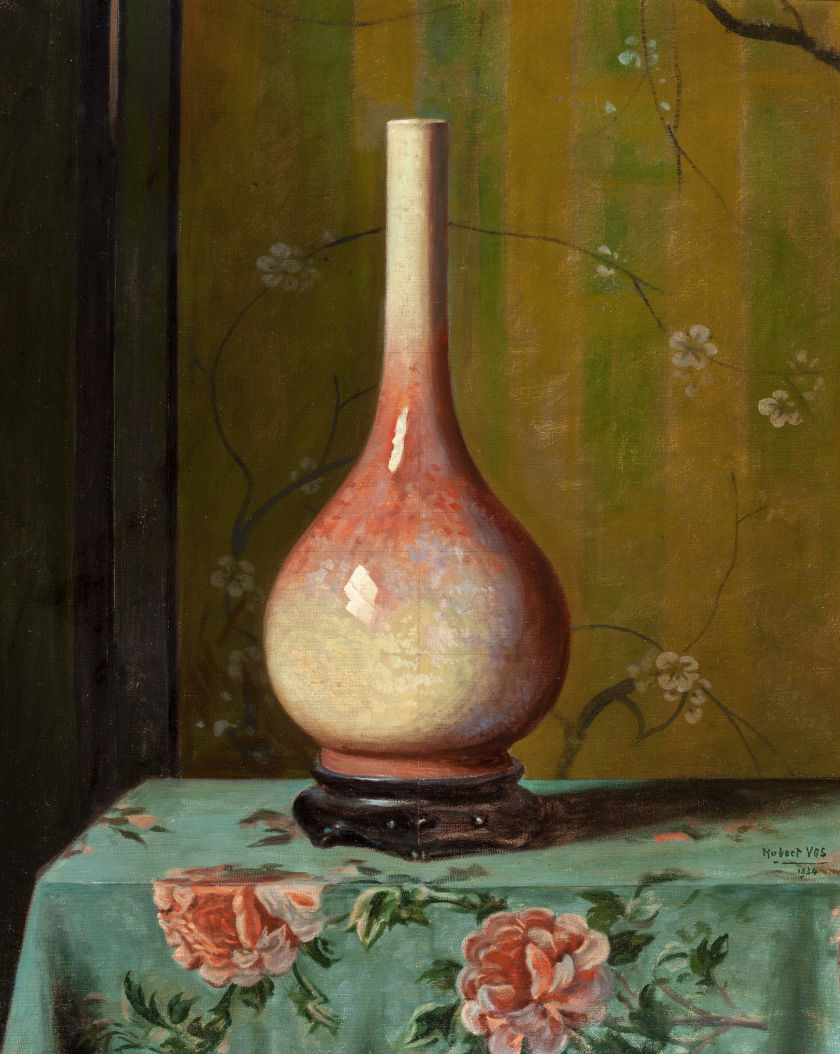
粉绿两色的花瓶（Pink and Green Vase）
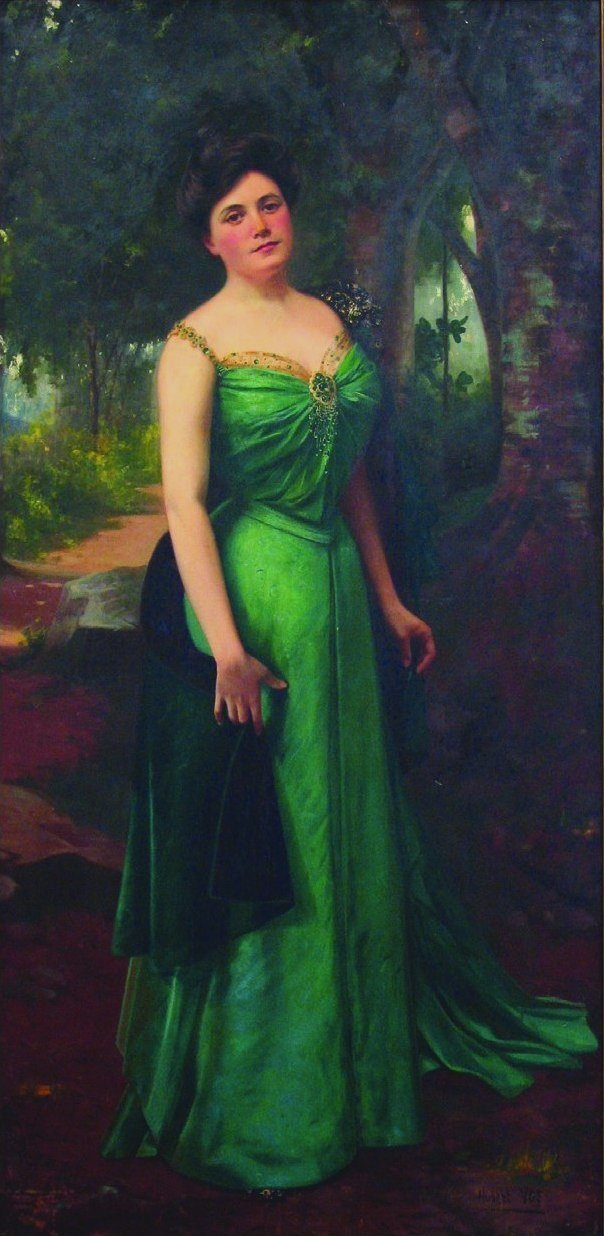
凯基兰尼（Kaikilani），1900年
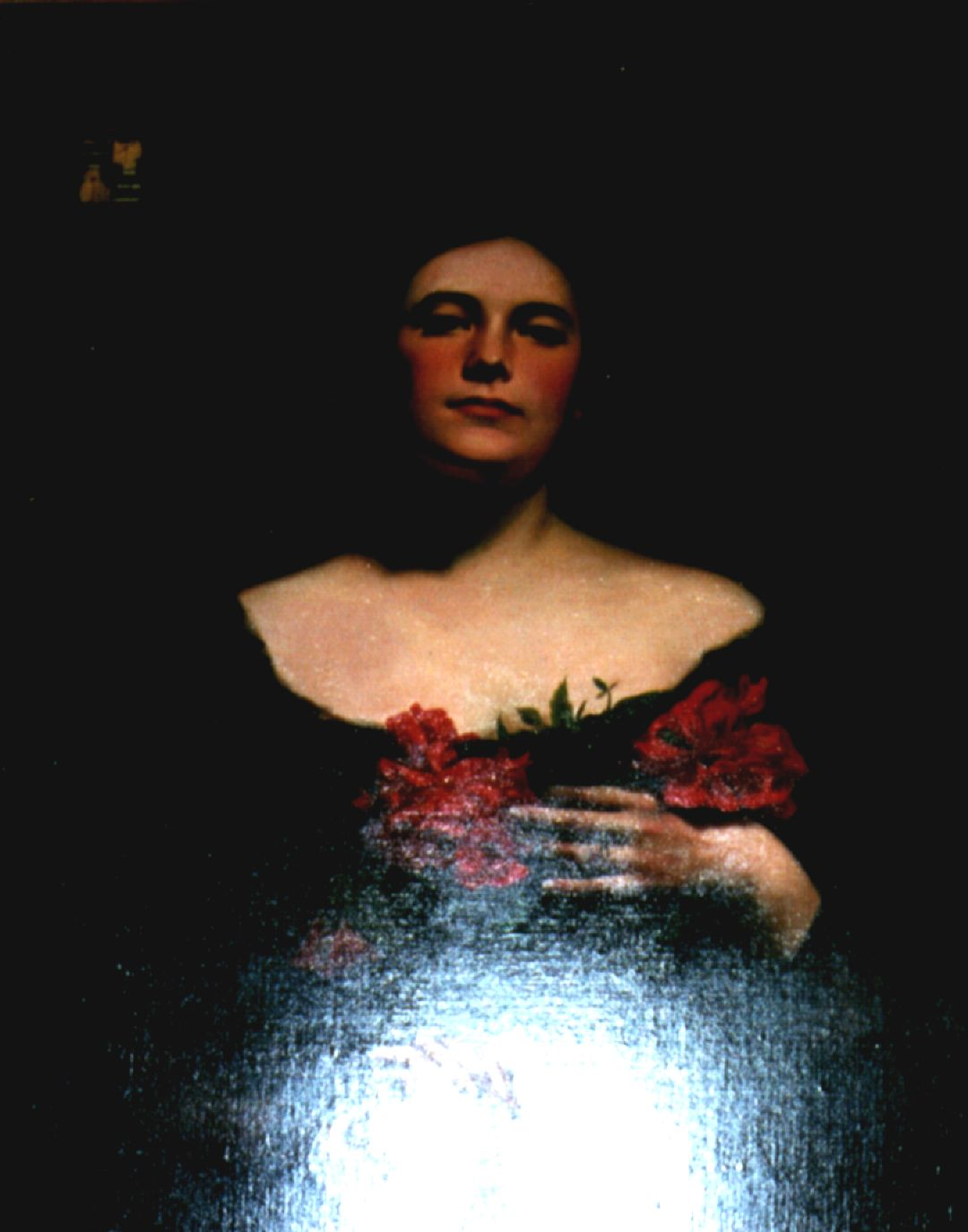
凯基兰尼（Kaikilani），未标明日期
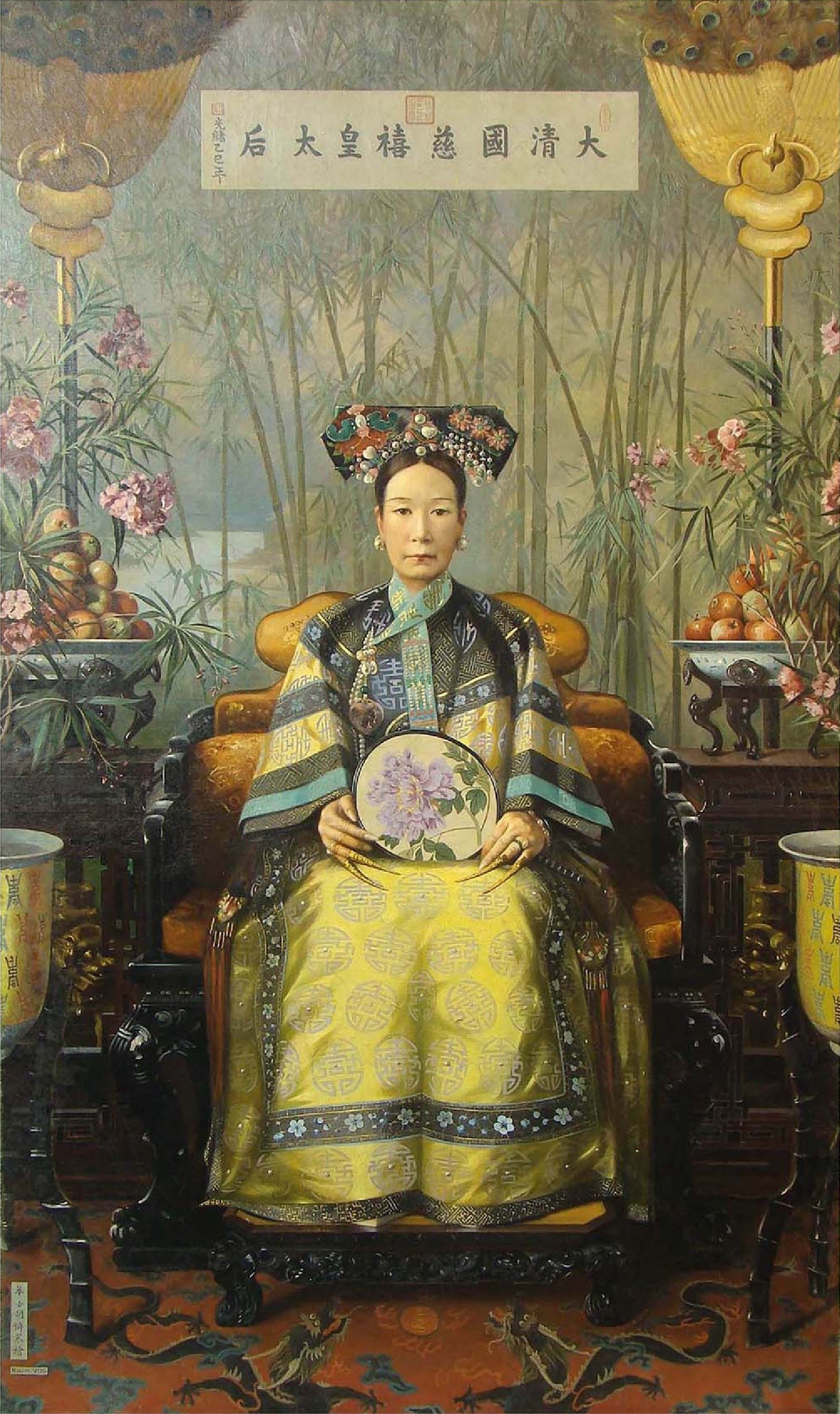
慈禧肖像，1906年，颐和园
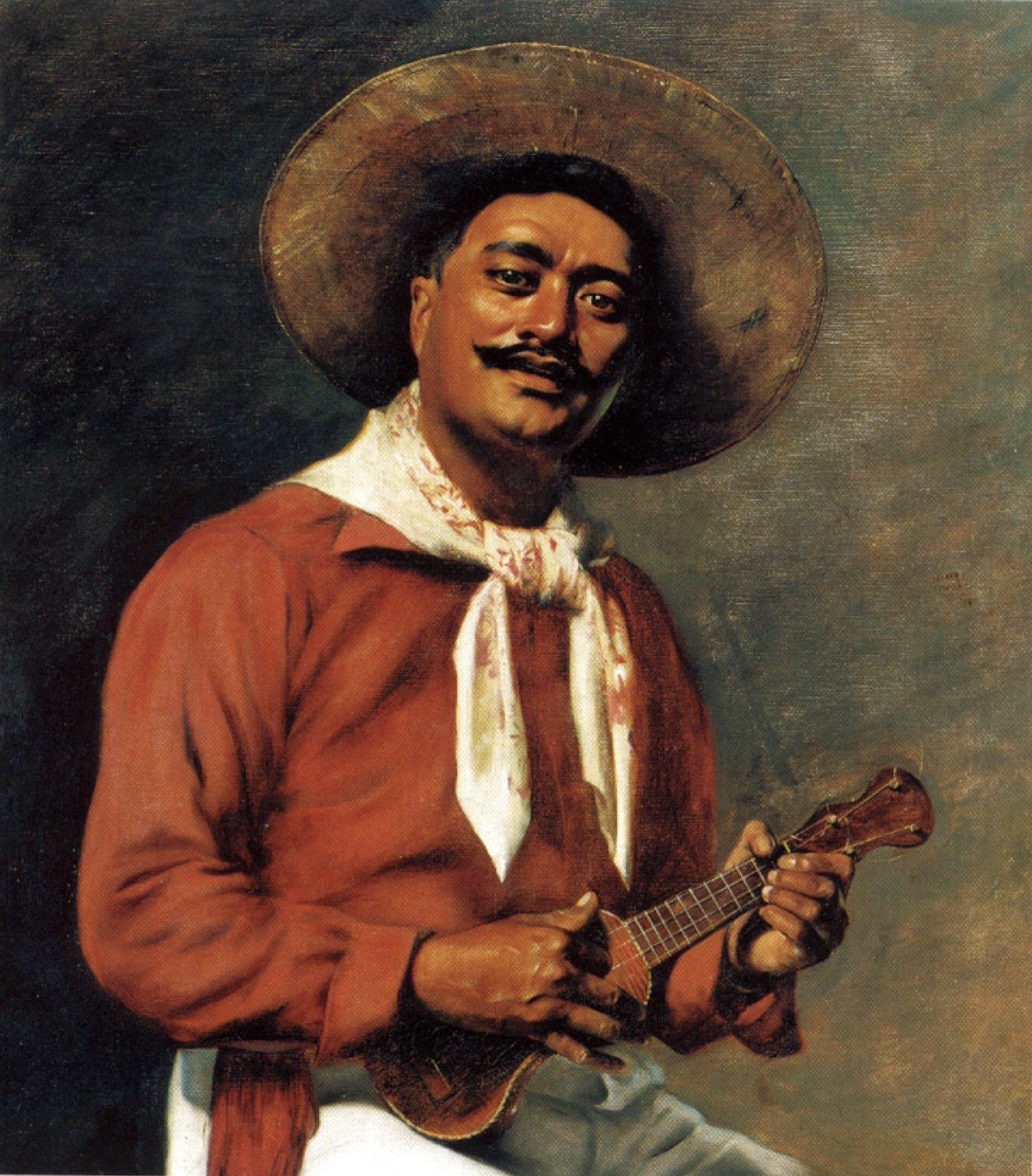
夏威夷游吟诗人（Hawaiian Troubadour），布面油画，1898年，檀香山艺术学院
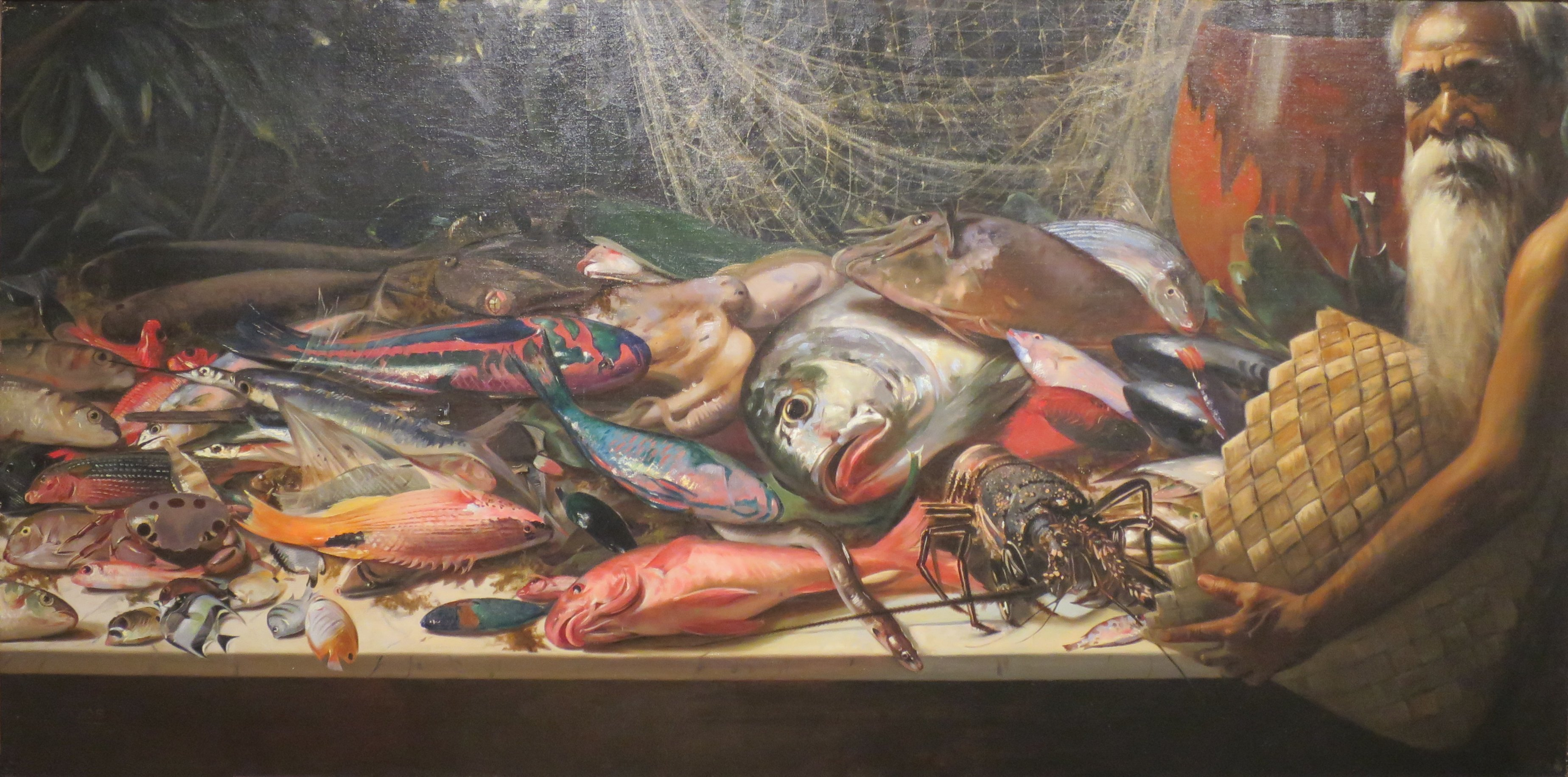
研究夏威夷的鱼（Study of Hawaiian Fish），1898年，檀香山艺术学院
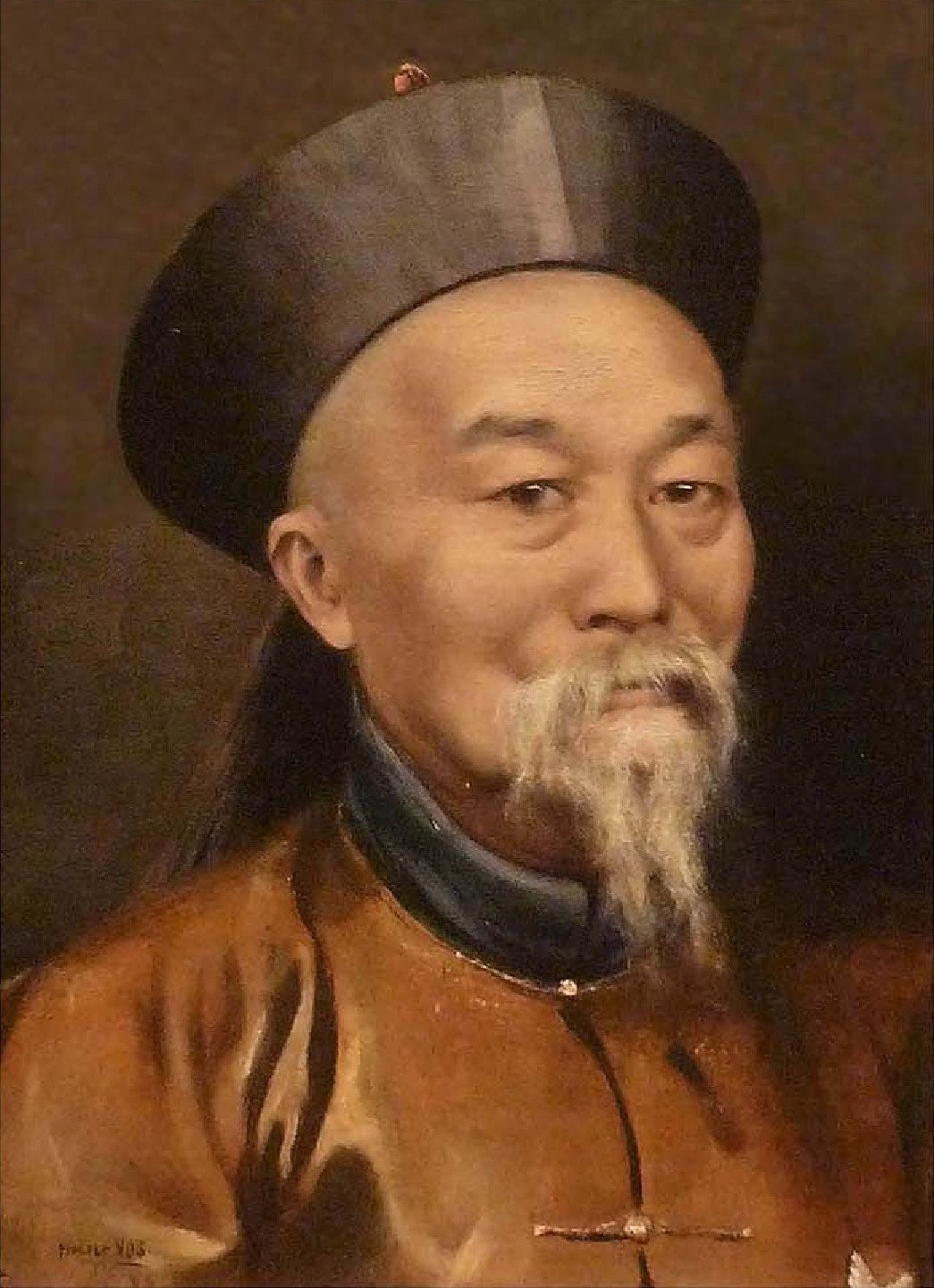
李鸿章肖像，1898年，布面油画，首都博物馆
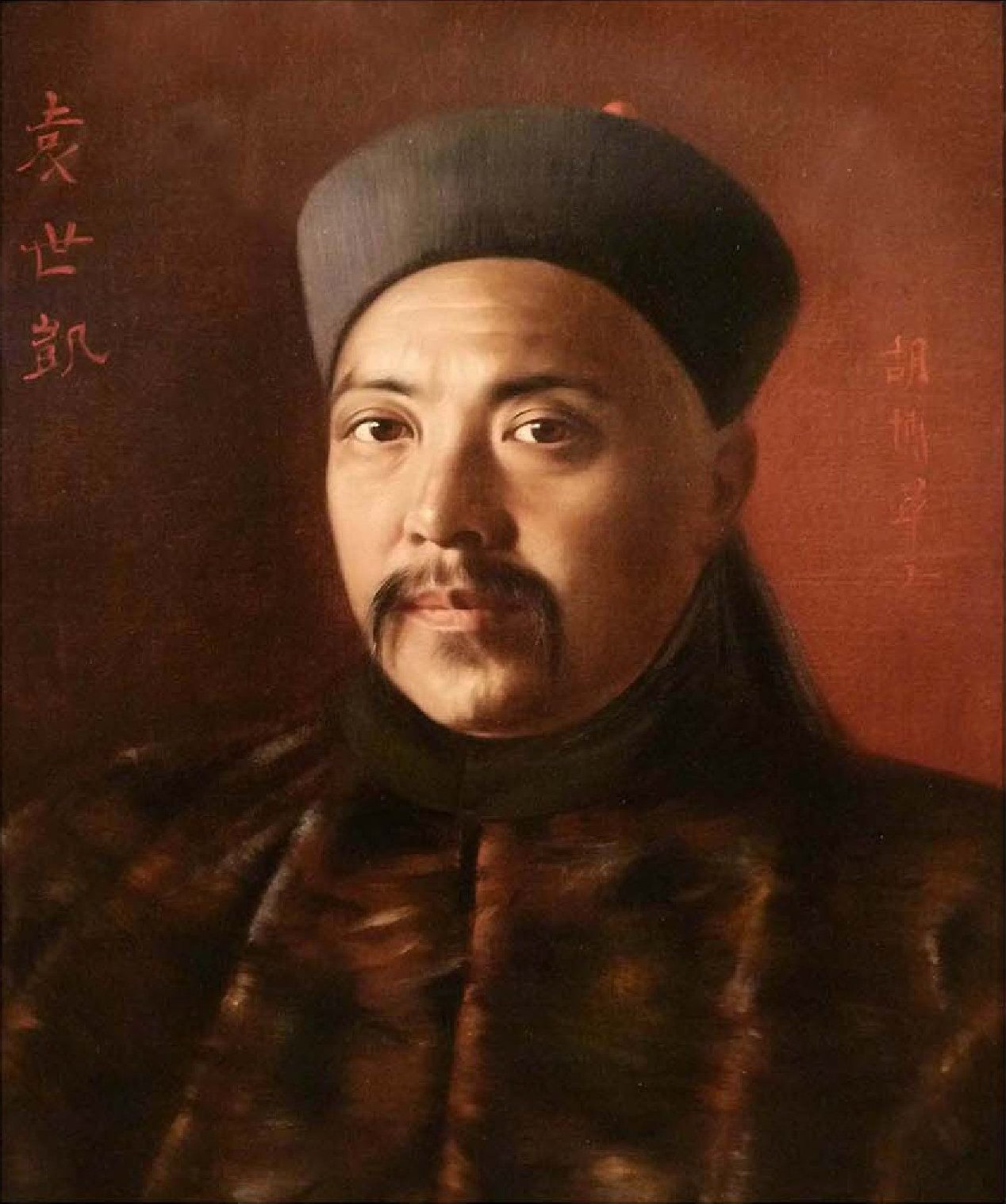
袁世凯肖像，1899年，布面油画，首都博物馆
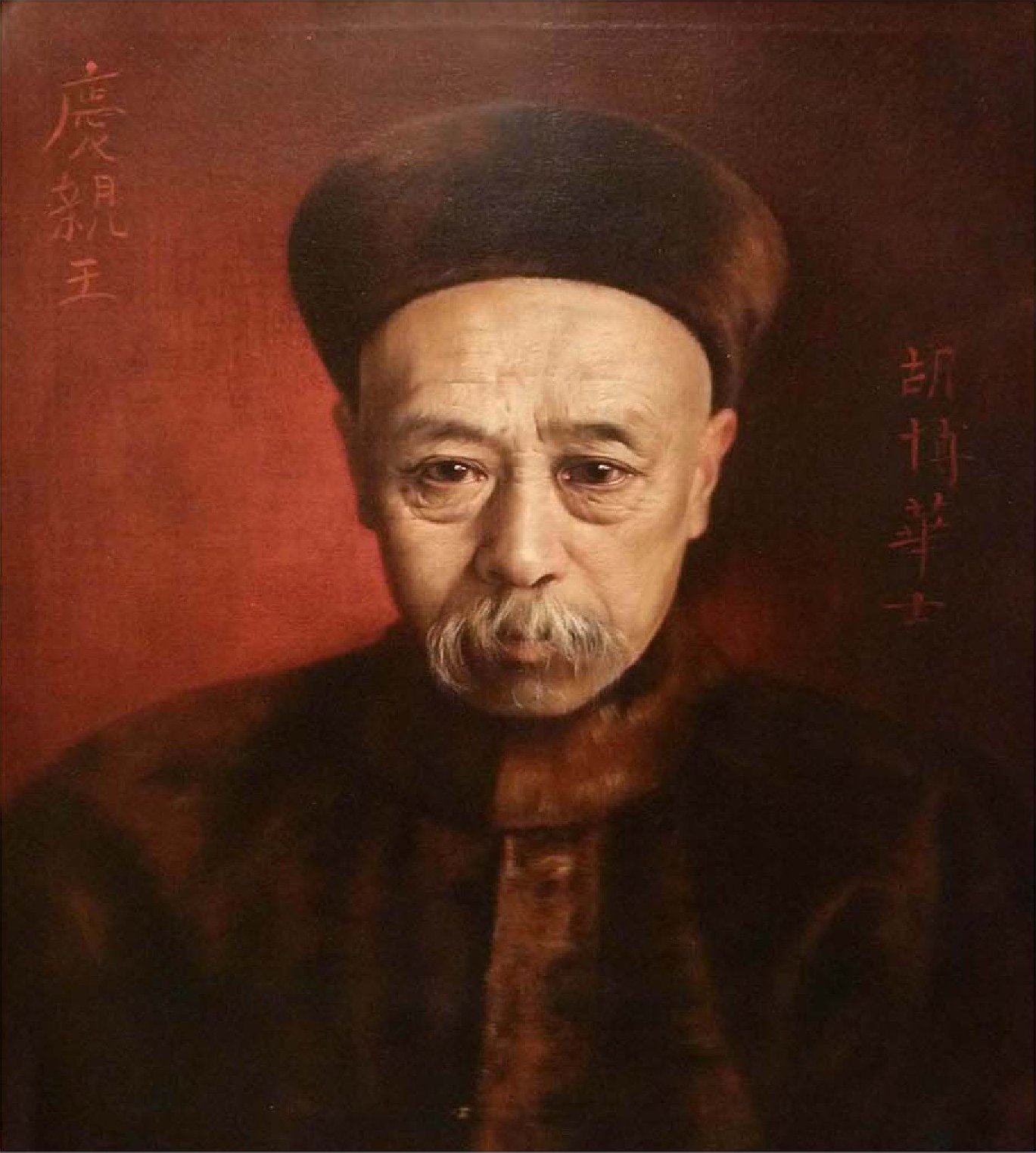
庆亲王奕劻肖像，1899年，布面油画，首都博物馆
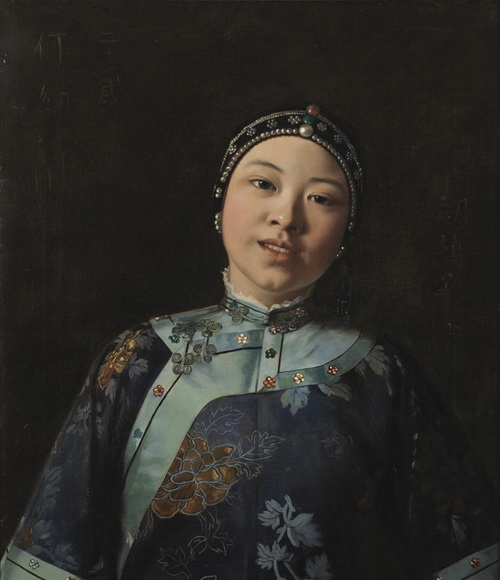
福建水师军官之女肖像，1898年，布面油画，首都博物馆
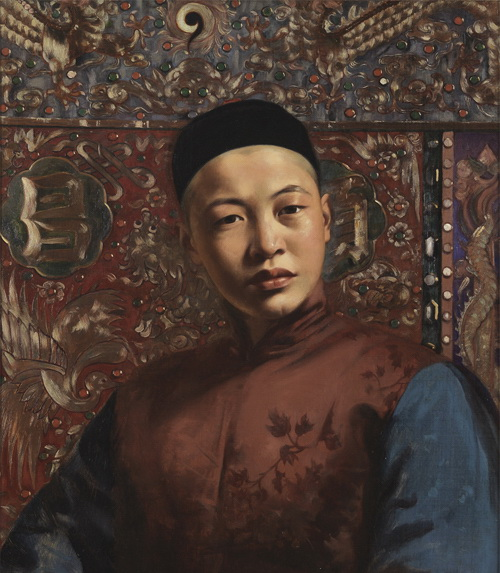
满族青年肖像，1898年，布面油画，首都博物馆
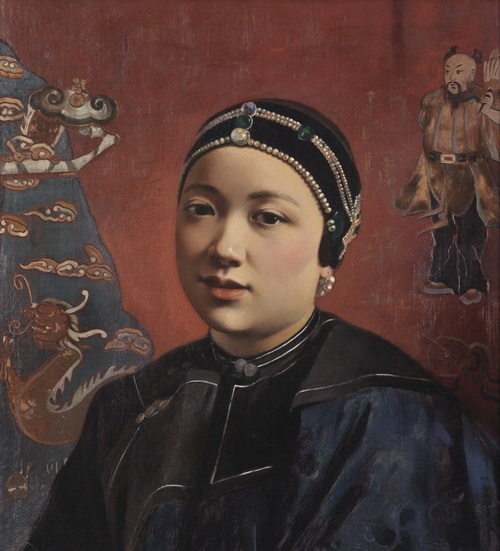
苏州贵族女子肖像，1898年，布面油画，首都博物馆

## 脚注
1. ↑  . 中国网. 2009-05-18  [2012-01-09]. （原始内容存档于2018-05-04）.
2. 1 2 3  . 首都博物馆网站.   [2012-01-09]. （原始内容存档于2012-02-01）.
3. ↑  Severson, 2002
4. ↑  Painting an Empress; Hubert Vos, K.C.D.D., the First Man to Portray the Dowager Empress of China （页面存档备份，存于） The New York Times, December 17, 1905, Sunday
5. ↑  .   [2012-01-09]. （原始内容存档于2013-10-29）.
6. ↑  .   [2012-01-09]. （原始内容存档于2019-12-06）.
7. ↑  . 北京青年报. 2009-05-18  [2012-01-09]. （原始内容存档于2009-05-24）.